# Mooga
Mooga – trzeci studyjny album amerykańskiego rapera 40 Cal.. Został wydany w 2008 roku.

## Lista utworów
1. 40 Intro (produced by M.G.I.)
2. Shooters On Deck (produced by Trakdealas)
3. On My Sh*t (featuring Sudaboss) (produced by Los)
4. Movie Shoot (produced by Chinky P)
5. Ten Stacks (produced by Chinky P)
6. Rewind That (produced by Mel Staxx)
7. Harlem Shuffle (featuring JR Writer)
8. Hustlas Anthem (featuring S.A.S.) (produced by Srada)
9. Googa Googa (produced by Konstantine Jones)
10. Cuarenta (produced by Lounge Lizards)
11. Spit How I Live It (produced by Doeboy)
12. New Beginning (featuring Duke Da God) (produced by A the Arketek)
13. Grown Man Bills
14. Heartbeat (produced by GQ Beats)
15. Heatin' Up (produced by Cookin Soul)
16. Memories (produced by X.O.)